# Malo Bavanište
Malo Bavanište (en serbe cyrillique : Мало Баваниште) est un village de Serbie situé dans la province autonome de Voïvodine. Il fait partie de la municipalité de Kovin dans le district du Banat méridional. Au recensement de 2011, il comptait 319 habitants.
Malo Bavanište a été créé en 1947, avec un peuplement venu de l'est de la Serbie. Dans les environs du village se trouvent d'importants gisements de lignite mais la population vit entièrement de l'agriculture.

## Démographie

### Évolution historique de la population
| 1948 | 1953 | 1961 | 1971 | 1981 | 1991 | 2002 | 2011 |
| ---- | ---- | ---- | ---- | ---- | ---- | ---- | ---- |
| 315  | 277  | 422  | 694  | 621  | 522  | 420  | 319  |

|  |